# Kamenná Poruba (okres Vranov nad Topľou)
Kamenná Poruba je obec nacházející se v okrese Vranov nad Topľou na Slovensku. Žije zde přibližně 1 500 obyvatel. Rozloha obce je 741 ha.

## Historie
První písemná zmínka o obci pochází z roku 1402.